# Zmaj
Zmaj je mitološka pošast, ki se pojavlja v mitologijah ljudstev po vsem svetu. Njegov opis se v različnih izročilih zelo razlikuje, povsod pa mu je skupno, da ima obliko in druge značilnosti kač ali drugih plazilcev, kot sta luskasta koža ter valjenje jajc. Pogosto mu pripisujejo nadnaravne lastnosti. Dva najbolj znana opisa zmajev sta evropski in vzhodnoazijski (orientalski).

## Evropski zmaj
Zmaj je v evropski mitologiji največkrat ogromno kačasto bitje na štirih nogah z netopirskimi krili, kljunom in ostrimi zobmi, ki bruha ogenj ali pljuva strup. Lahko ima več glav, podobno kot Hidra.
Zaradi vpliva krščanstva in povezovanja podobe zmajev s hudičem velja zmaj v Evropi za zlobno bitje. Starejša (poganska) podoba zmaja kot zaščitnika, ki simbolizira moč in zvitost, se je ohranila med drugim v valižanskem zmaju Y Ddraig Goch (dobesedno rdeči zmaj), ki je nacionalni simbol, in ljubljanskem zmaju, zaščitniku mesta Ljubljane. Tako se pojavlja tudi kot heraldični simbol sprva na ščitih srednjeveških vitezov, iz katerih izhajajo današnji grbi.

## Kitajski zmaj
Predvsem v kitajski folklori ima zmaj podobo velikanske kače brez kril, pogosto z več kot dvema paroma nog. To podobo so kasneje prevzela tudi druga vzhodnoazijska ljudstva. Pooseblja moč in modrost in je utelešenje koncepta janga (moški), povezan tudi z vremenom kot znanilec dežja.
Zmaj je bil dolgo časa simbol kitajskih cesarjev in navadni ljudje se niso smeli identificirati s tem simbolom.

## Zmaji v sodobni umetnosti
Zmaji se pogosto pojavljajo v sodobni književnosti, posebej v žanru fantazije kot močni antagonisti glavnih likov. Med najbolj znanimi fantazijskimi zmaji je Smaug iz romana Hobit angleškega pisatelja Tolkiena, pa tudi drugi njegovi zmaji. Nastopajo tudi v seriji romanov o Harryju Potterju (Joanne Rowling), Igri prestolov in ostalih romanih iz serije Pesem ledu in ognja (George R. R. Martin), v zbirki Dediščina (Christopher Paolini) ter mnogih drugih.
V slovenskem izročilu se je ohranil v več ljudskih pravljicah in pripovedkah, kot so Zmaj v Postojnski jami, Zmaj s sedmerimi glavami, O petelinu in zmaju idr.

## Znani zmaji
- Piton (grška mitologija)
- Smaug (Tolkienova mitologija)
- Tiamat (sumerska mitologija)
- Saphira (Paolinijeva mitologija)
- Zilant (tatarska mitologija)